# Maria Amália da Saxônia
Maria Amália Cristina Francisca Xaviera Flora Valburga (Dresden, 24 de novembro de 1724 – Madrid, 27 de setembro de 1760) foi a esposa do rei Carlos III e Rainha Consorte de Nápoles e Sicília de 1738 até 1759 quando se tornou Rainha Consorte da Espanha, continuando a reinar até sua morte. Era filha do rei Augusto III da Polônia e sua esposa Maria Josefa da Áustria.
Com apenas catorze anos, ela casou com Carlos, então rei de Nápoles e da Sicília, que era o filho mais velho de Felipe V, e da sua segunda esposa, Isabel Farnésio, sendo muito unidos. Foi uma consorte popular que supervisionou a construção do Palácio de Caserta nos arredores de Nápoles assim como vários projectos dos domínios do marido. Mudou-se para Espanha em 1759, ano em que iniciou um plano de melhoramentos no Palácio Real de Madrid, mas morreu de tuberculose antes de o concluir. Maria Amália era activa na política e participava abertamente nos assuntos de estado tanto em Nápoles como em Espanha.

## Primeiros anos
Maria Amália nasceu no Castelo de Dresden, em Dresden. Era filha do rei Augusto III da Polónia, príncipe-eleitor da Saxónia, e da arquiduquesa Maria Josefa da Áustria, filha do sacro-imperador José I da Áustria. A sua mãe era prima direita da imperatriz Maria Teresa da Áustria.
A bebé foi baptizada com os nomes Maria Amalia Christina Franziska Xaviera Flora Walburga, mas era conhecida simplesmente por Maria Amália. Tinha mais catorze irmãos, entre eles o príncipe-eleitor Frederico Cristiano da Saxónia, a princesa Maria Ana Sofia da Saxónia, esposa do seu primo, o príncipe-eleitor Maximiliano III José da Baviera, a princesa Maria Josefa da Saxónia, mãe do rei Luís XVI de França ou a princesa Cunegundes da Saxónia, que quase se casou com Luís Filipe II, duque de Orleães. Cresceu na corte de Dresden e recebeu formação em francês, dança e pintura.

## Rainha de Nápoles e da Sicília

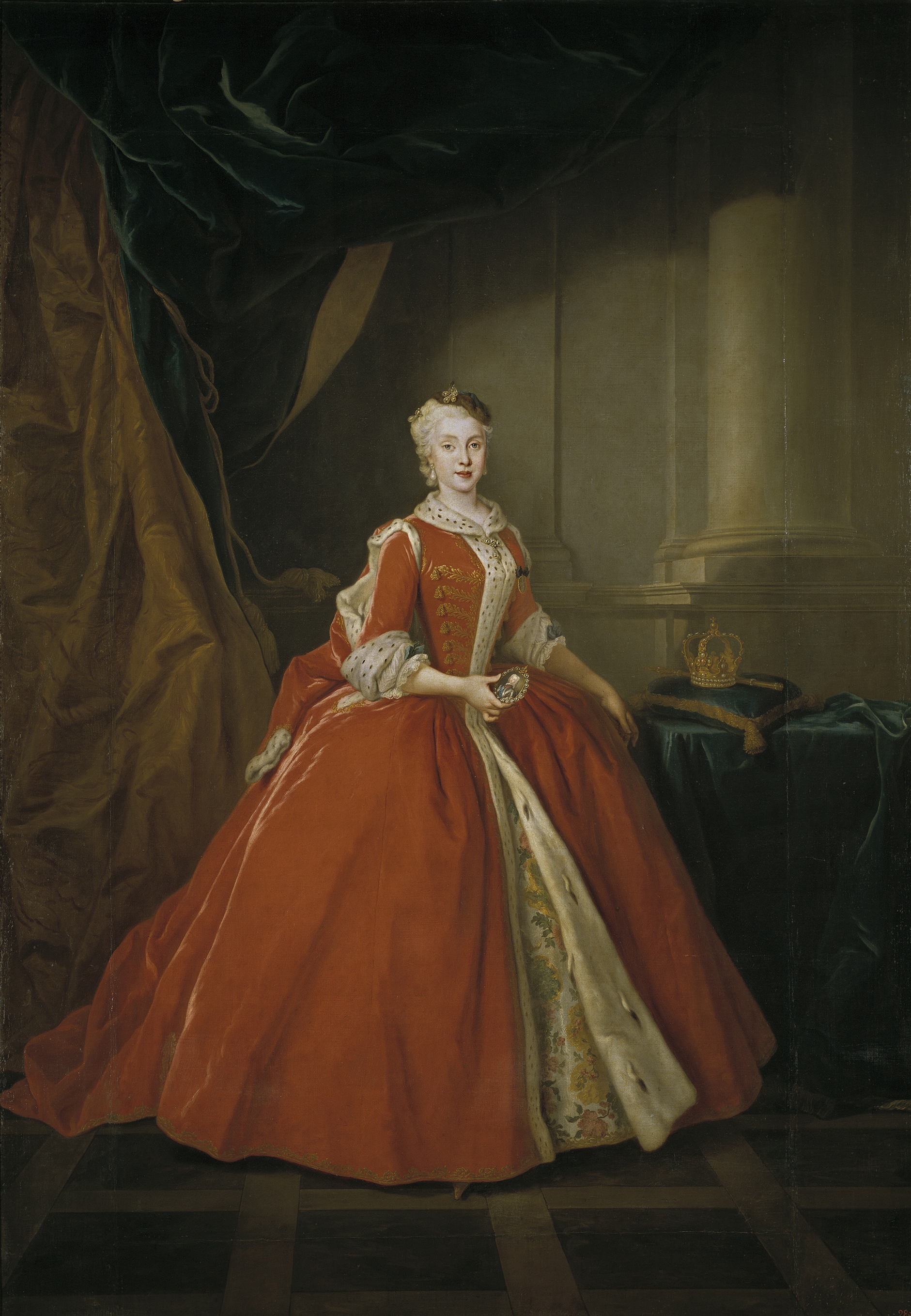
Maria Amália, Rainha de Nápoles e da Sicília
Por Louis de Silvestre, 1738

Em 1737, Maria Amália ficou noiva do rei Carlos de Nápoles e da Sicília, futuro rei Carlos III de Espanha. O casamento foi arranjado pela sogra de Maria Amália, a princesa Isabel Farnésio, depois de uma tentativa falhada de casar o filho com a arquiduquesa Maria Ana da Áustria e de recusar a proposta de noivado da princesa Luísa Isabel de França. Em Dezembro de 1737 foi obtida a dispensa papal. A data do casamento foi confirmada a 31 de Outubro de 1737 e a cerimónia realizou-se, por procuração, a 8 de Maio de 1738, em Dresden, onde Carlos foi representado por Frederico Cristiano, irmão mais velho de Maria Amália. A Santa Sé viu o casamento com agrado e terminou com um desentendimento entre Carlos e este órgão religioso. A 4 de Julho de 1738, Maria Amália chegou à cidade de Nápoles e foi recebida com muito entusiasmo. O casal viu-se pela primeira vez a 19 de Junho de 1738 em Portella, uma aldeia na fronteira do reino, perto de Fondi. Na corte, as festividades duraram até dia 3 de Julho, data em que Carlos criou a Ordem de São Januário — a ordem de cavalaria mais prestigiosa do reino. Mais tarde, criou a Ordem de Carlos III em Espanha a 19 de Setembro de 1771.
Apesar de este ter sido um casamento arranjado, o casal era muito chegado. As pessoas notavam e relatavam em Espanha à sogra de Maria Amália que Carlos parecia muito feliz e satisfeito quando a viu pela primeira vez. Os contemporâneos diziam que Maria Amália era bonita e uma amazonas de talento e acompanhava o marido nas suas caçadas. A rainha Maria Amália tinha grande influência na política do reino, graças à boa relação que tinha com Carlos, e participava activamente nos assuntos de estado. Acabou com a carreira de muitos políticos de quem não gostavas, tais como J.M. de Benavides y Aragón, conde de Santisteban, Y.Y. de Montealegre, marquês de Salas, e G. Fogliani Sforza d’Aragona, marquês de Pellegrino. Este último foi deposto do seu posto de primeiro-ministro apenas porque Maria Amália estava descontente com o trabalho dele. A rainha não precisava de manter a sua influência em segredo. Após o nascimento do seu primeiro filho varão em 1747, recebeu um lugar no conselho de estado. Trabalhou contra a influência de Espanha em Nápoles e, em 1742, convenceu Carlos, contra a vontade de Espanha, a declarar a neutralidade de Nápoles durante a Guerra de Sucessão Austríaca, o que fez com que Nápoles ficasse sob a ameaça dos ingleses. Contudo, em 1744, seria forçada a declarar guerra de qualquer forma. Maria Amália favorecia mais a Grã-Bretanha do que a França e a Áustria e era discutida devido aos seus favoritos como, por exemplo, Anna Francesca Pinelli e Zenobia Revertera que influenciavam as suas políticas. Em 1754, apoiou a carreira de B. Tanucci no ministério dos negócios estrangeiros.
Maria Amália possuía uma grande cultura e teve um papel importante na construção do Palácio de Caserta, no qual o seu marido colocou a pedra basilar no dia em que completou vinte-e-seis anos de idade, a 20 de Janeiro de 1752, entre grandes festividades. A rainha teve também grande influência na construção do Palácio de Portici (Reggia di Portici), Teatro di San Carlo — construído em apenas 270 dias — e no Palácio de Capodimonte (Reggia di Capodimonte); também renovou o Palácio de Nápoles. Os seus aposentos em Portici tinham a famosa porcelana da Fábrica de Capodimonte e foi ela que introduziu a produção de porcelana em Nápoles em 1743. Também fumava tabaco com grande frequência e era mecenas do compositor Gian Francesco Fortunati, um favorito na corte napolitana.

## Rainha de Espanha

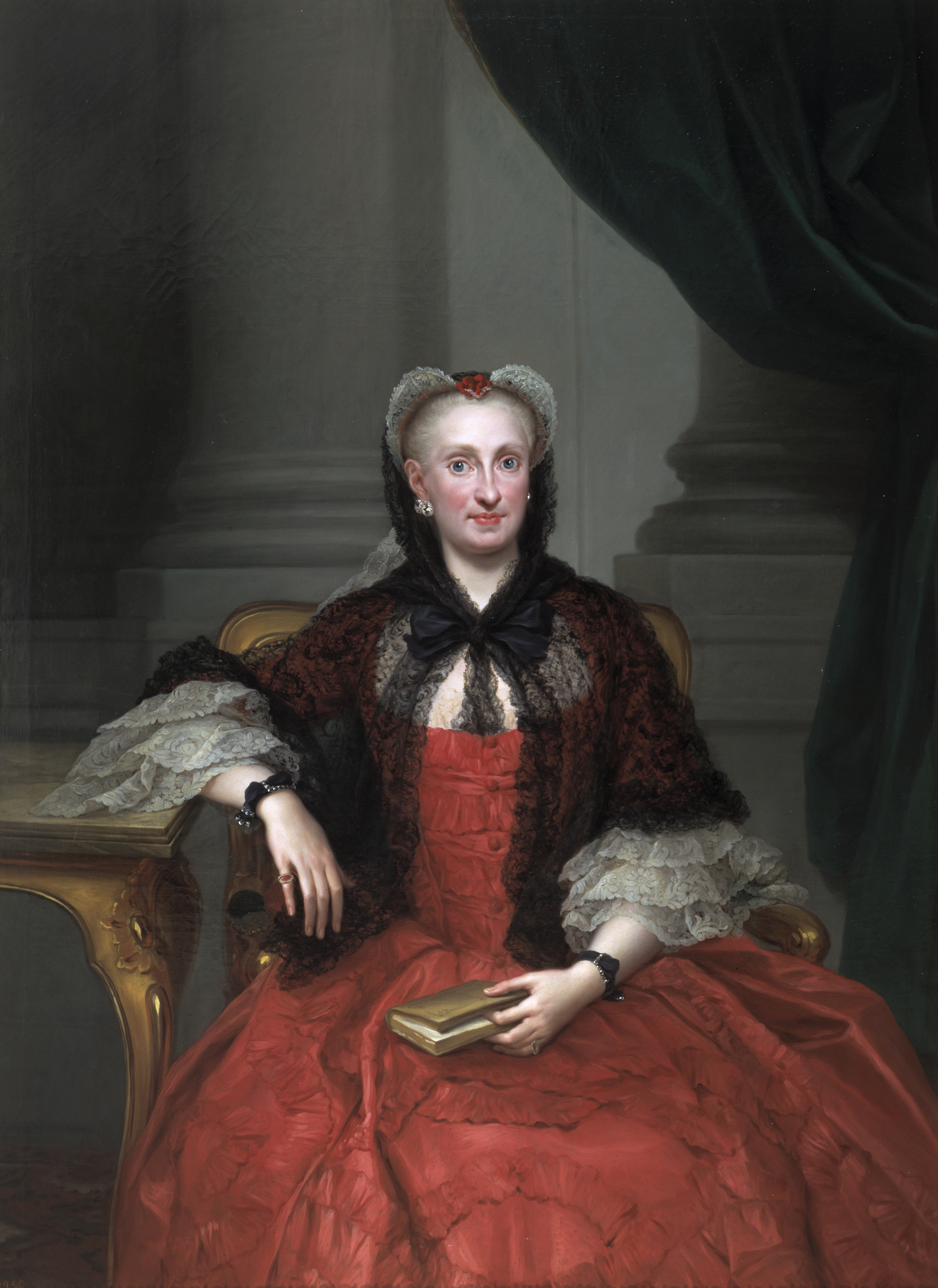
Maria Amália como Rainha da Espanha

Em finais de 1758, o meio-irmão de Carlos, o rei Fernando VI de Espanha, começava a mostrar os mesmos sintomas de depressão que tinham afectado o pai de ambos. Fernando tinha perdido a sua adorada esposa, a infanta Bárbara de Portugal, em Agosto desse ano e entrou em luto profundo por ela. Nomeou Carlos seu herdeiro a 10 de Dezembro, deixando Madrid para se alojar em Villaviciosa de Odón onde morreu a 10 de Agosto de 1759.
Nesta altura, Carlos foi proclamado rei de Espanha com o nome Carlos III de Espanha. Cumprindo com o terceiro Tratado de Viena, Carlos não pôde juntar os territórios de Nápoles e da Sicília a Espanha. Mais tarde recebeu o título de senhor das Duas Sicílias.
Nesse mesmo ano, a família deixou Nápoles e instalou-se em Madrid, deixando dois dos seus filhos em Caserta. O seu terceiro filho tornou-se o rei Fernando I das Duas Sicílias, enquanto o seu irmão mais velho, Carlos, foi preparado em Espanha para suceder ao trono. O varão mais velho da família, o infante Filipe, duque da Calábria, tinha um atraso mental e, por isso, foi retirado da linha de sucessão em ambos os reinos. Viria a morrer calmamente e esquecido em Portici, o mesmo local onde tinha nascido, em 1747. O direito de sucessão a Nápoles e à Sicília estava reservado ao seu segundo filho, o príncipe Fernando, que permaneceu em Itália enquanto os pais se mudaram para Espanha. Carlos acabaria por abdicar a favor do filho a 6 de Outubro de 1759, decretando assim a separação final entre as coroas de Espanha e Nápoles. Carlos e a sua consorte chegaram a Barcelona no dia seguinte.
Uma vez mais, Maria Amália fez muito para melhorar as residências reais, mandando redecorá-las. Juntamente com o marido, ajudou a abrir uma luxuosa fábrica de porcelana chamada Real Fábrica del Buen Retiro. A rainha achava que o reino de Espanha era mal gerido e pouco desenvolvido e culpava em parte a sua sogra, a rainha-viúva Isabel Farnésio, por isso. Assim, esta foi forçada a deixar a corte espanhola. Maria Amália não gostava de Espanha e queixou-se da comida, da língua (que se recusou a aprender), do clima, dos espanhóis (que achava demasiado passivos) e dos cortesãos espanhóis, que achava ignorantes e pouco educados. A corte espanhola achou-a deprimida e histérica. Planeou grandes reformas para o sistema espanhol, mas não teve tempo de as terminar.
Em Setembro de 1760, um ano depois de chegar a Madrid, Maria Amália morreu de tuberculose no Palácio do Bom Retiro, nos arredores da capital. Foi enterrada na Cripta Real no El Escorial. O seu marido dedicado juntou-se a ela em 1788.
Em 1761, Carlos contratou Giovanni Battista Tiepolo para pintar frescos no Palácio Real de Madrid. Na antecâmara da rainha, Tiepolo e os seus assistentes pintaram a Apoteose da Monarquia Espanhola. Os frescos foram pintados entre 1762 e 1766. A rainha Maria Amália surge rodeada por vários deuses da mitologia grega, incluindo Apolo.
O príncipe Fernando tornou-se rei de Nápoles e da Sicília com apenas oito anos de idade, com o nome Fernando IV de Nápoles e Fernando III da Sicília. Para consolidar a aliança com a Áustria, estava destinado a casar-se com uma arquiduquesa da Áustria. Carlos deixou a educação do filho à responsabilidade do Conselho de Regência, composto por oito membros. Este conselho governou os reinos até Fernando chegar aos dezasseis anos de idade. A arquiduquesa com quem se casou foi Maria Carolina da Áustria. Os dois tiveram dezoito filhos.
Os seus descendentes incluem o rei Juan Carlos I de Espanha, o arquiduque Otto da Áustria, o príncipe Henrique, conde de Paris, bem como o príncipe Napoleão e os dois pretendentes ao trono do Reino das Duas Sicílias, o príncipe Carlo, duque de Castro e o infante Carlos, duque da Calabria.

## Descendência
| Nome                                  | Pintura | Nascimento              | Morte                  | Notas                                                                                 |
| ------------------------------------- | ------- | ----------------------- | ---------------------- | ------------------------------------------------------------------------------------- |
| Maria Isabel de Nápoles e Sicília     |         | 6 de setembro de 1740   | 2 de novembro de 1742  | Morreu na infância.                                                                   |
| Maria Josefa de Nápoles e Sicília     |         | 20 de janeiro de 1742   | 1 de abril de 1742     | Morreu na infância.                                                                   |
| Maria Isabel Ana de Nápoles e Sicília |         | 30 de abril de 1743     | 5 de março de 1749     | Morreu na infância.                                                                   |
| Maria Josefa Carmela de Espanha       |         | 6 de junho de 1744      | 8 de dezembro de 1801  | Não se casou e não teve filhos.                                                       |
| Maria Luísa de Espanha                |         | 24 de novembro de 1745  | 15 de maio de 1792     | Casou-se com Leopoldo II do Sacro Império Romano-Germânico em 1764, com descendência. |
| Filipe, Duque de Calábria             |         | 13 de junho de 1747     | 19 de setembro de 1777 | Foi excluído da sucessão à coroa espanhola por sofrer de atraso mental.               |
| Carlos IV de Espanha                  |         | 11 de novembro de 1748  | 20 de janeiro de 1819  | Casou-se com Maria Luísa de Parma em 1765, com descendência.                          |
| Maria Teresa de Nápoles e Sicília     |         | 2 de dezembro de 1749   | 2 de maio de 1750      | Morreu na infância.                                                                   |
| Fernando I das Duas Sicílias          |         | 12 de janeiro de 1751   | 4 de janeiro de 1825   | Casou-se com Maria Carolina da Áustria em 1768, com descendência.                     |
| Gabriel de Espanha                    |         | 12 de maio de 1752      | 23 de novembro de 1788 | Casou-se com Mariana Vitória de Bragança em 1785, com descendência.                   |
| Maria Ana de Nápoles e Sicília        |         | 3 de julho de 1754      | 11 de maio de 1755     | Morreu na infância.                                                                   |
| Antônio Pascoal de Espanha            |         | 31 de dezembro de 1755  | 20 de abril de 1817    | Casou-se com Maria Amália de Espanha em 1795, sem descendência.                       |
| Francisco Xavier de Espanha           |         | 15 de fevereiro de 1757 | 10 de abril de 1771    | Morreu aos 14 anos.                                                                   |